# Главно командване на войските
Главното командване на войските (на немски: Oberkommando des Heeres), съкратено ГКВ или ОКХ (от OKH) е главното командване на сухопътните войски на Вермахта (редовните въоръжени сили на Третия райх) в периода от 1939 до 1945 година.
Подчинено е на Главното командване на Вермахта (на немски: Oberkommando der Wehrmacht, OKW), оглавявано лично от Адолф Хитлер.
- Флаг на щаба на ОКХ, април 1936 – февруари 1938
- Флаг на щаба на ОКХ, февруари 1938 – 12 декември 1941

## Главнокоманващи
- Генерал-полковник Вернер фон Фрич, 1 януари 1934 – 4 февруари 1938
- Фелдмаршал Валтер фон Браухич, 4 февруари 1938 – 19 декември 1941
- Адолф Хитлер, 19 декември 1941 – 30 април 1945
- Фелдмаршал Фердинанд Шьорнер, 30 април 1945 – 8 май 1945

## Началници на Генералния щаб
- Генерал от артилерията Лудвиг Бек (1 октомври 1933 – 31 август 1938)
- Генерал-полковник Франц Халдер (1 септември 1938 – 24 септември 1942)
- Генерал-полковник Курт Цайцлер (24 септември 1942 – 10 юни 1944)
- Генерал-лейтенант Адолф Хойзингер (10 юни 1944 – 21 юли 1944)
- Генерал-полковник Хайнц Гудериан (21 юли 1944 – 28 март 1945)
- Генерал от пехотата Ханс Кребс (1 април 1945 – 30 април 1945)
- Фелдмаршал Вилхелм Кайтел (1 май 1945 – 13 май 1945)
- Генерал-полковник Алфред Йодл (13 май 1945 – 23 май 1945)